# Triaucourt-en-Argonne
Triaucourt-en-Argonne is een plaats en voormalige gemeente in het Franse departement Meuse in de regio Grand Est.

## Geschiedenis
Op 1 januari 1973 fuseerde Triaucourt-en-Argonne met Pretz-en-Argonne en Senard tot de gemeente Seuil-d'Argonne, waarvan Triaucourt-en-Argonne de hoofdplaats werd.

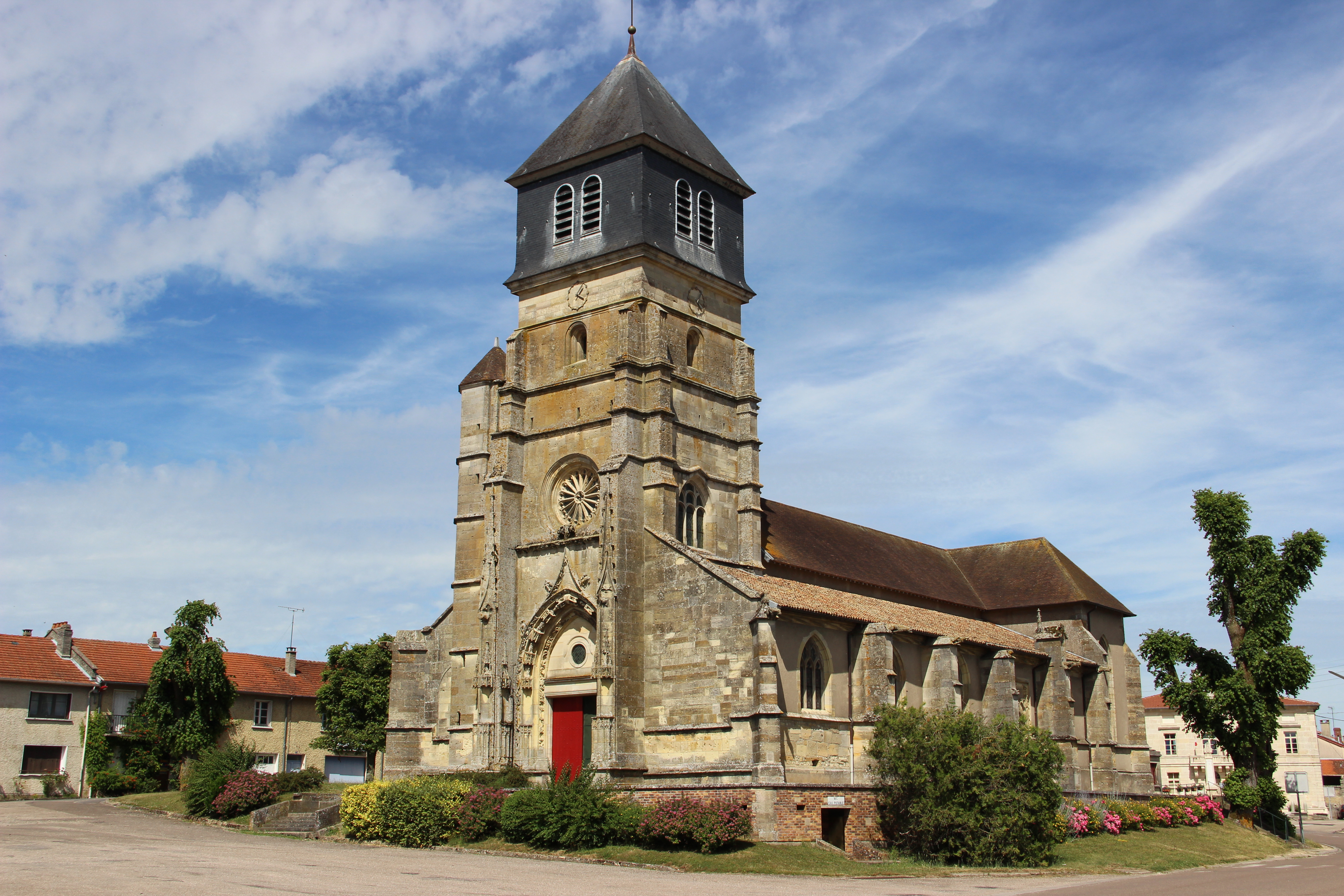
De kerk van Triaucourt-en-Argonne